# Ministeri d'Educació i Ensenyament Superior d'Andorra
El Ministeri d'Educació i Ensenyament Superior d'Andorra és un dels departaments ministerials del Govern d'Andorra. Té competències en matèria d'Ensenyament. La seua missió és garantir que els centres educatius del principat estiguin en bon estat i aprovar les lleis convenients. Des de 2019, n'és titular la consellera Ester Vilarrubla Escales.

## Estructura
El Departament d'Escola Andorrana i Formació Andorrana té tres àmbits d'actuació, que són l'Escola Andorrana en qualitat d'escola pública del sistema educatiu andorrà, la Formació Andorrana com a intervenció educativa en els altres sistemes educatius del país i la formació i la gestió administrativa del personal del sistema educatiu andorrà.
El Departament de Sistemes Educatius i Serveis Escolars té cinc àmbits d'actuació, que són els sistemes educatius presents al país, les relacions internacionals en l'àmbit educatiu, la planificació i el manteniment de les infraestructures escolars, els serveis escolars i la gestió administrativa del ministeri.
El Departament d'Inspecció i Qualitat Educativa té dos àmbits d'actuació, que són la inspecció educativa i el desenvolupament de la qualitat educativa. El Departament de Formació Professional, Formació d'Adults i Recursos Educatius té quatre àmbits d'actuació, que són la formació professional, la formació d'adults, el desenvolupament tecnològic educatiu i els recursos pedagògics. Finalment, també forma part del ministeri el Departament d'Ensenyament Superior, Recerca i Ajuts.

## Llista de ministres
| Legislatura                                              | Nom                                                   | Nom                                                   | Inici mandat                                          | Fi mandat                                             | Partit polític                                        | Partit polític                                        |
| Consellers d'Educació, Cultura i Joventut (1991-1994)    | Consellers d'Educació, Cultura i Joventut (1991-1994) | Consellers d'Educació, Cultura i Joventut (1991-1994) | Consellers d'Educació, Cultura i Joventut (1991-1994) | Consellers d'Educació, Cultura i Joventut (1991-1994) | Consellers d'Educació, Cultura i Joventut (1991-1994) | Consellers d'Educació, Cultura i Joventut (1991-1994) |
| -------------------------------------------------------- | ----------------------------------------------------- | ----------------------------------------------------- | ----------------------------------------------------- | ----------------------------------------------------- | ----------------------------------------------------- | ----------------------------------------------------- |
| 1989–1992                                                |                                                       | Josep Dallerès Codina                                 | 9 d'octubre de 1991                                   | 1r de febrer de 1994                                  |                                                       | Independent                                           |
| constituent                                              |                                                       | Josep Dallerès Codina                                 | 9 d'octubre de 1991                                   | 1r de febrer de 1994                                  |                                                       | Independent                                           |
| Ministeri d'Educació, Joventut i Esports (1994-2005)     |                                                       |                                                       |                                                       |                                                       |                                                       |                                                       |
| I                                                        |                                                       | Rosa Maria Mandicó Alcobé                             | 1r de febrer de 1994                                  | 22 de desembre de 1994                                |                                                       | Agrupament Nacional Democràtic                        |
| I                                                        |                                                       | Carme Sala Sansa                                      | 22 de desembre de 1994                                | 12 d'abril de 2001                                    |                                                       | Partit Liberal d'Andorra                              |
| II                                                       |                                                       | Carme Sala Sansa                                      | 22 de desembre de 1994                                | 12 d'abril de 2001                                    |                                                       | Partit Liberal d'Andorra                              |
| III                                                      |                                                       | Pere Cervós Cardona                                   | 12 d'abril de 2001                                    | 7 de juny de 2005                                     |                                                       | Partit Liberal d'Andorra                              |
| Ministeri d'Educació i Formació Professional (2005-2009) |                                                       |                                                       |                                                       |                                                       |                                                       |                                                       |
| IV                                                       |                                                       | Roser Bastida Areny                                   | 7 de juny de 2005                                     | 8 de juny de 2009                                     |                                                       | Partit Liberal d'Andorra                              |
| Ministeri d'Educació, Cultura i Joventut (2009-2011)     |                                                       |                                                       |                                                       |                                                       |                                                       |                                                       |
| V                                                        |                                                       | Susanna Vela Palomares                                | 8 de juny de 2009                                     | 13 de maig de 2011                                    |                                                       | Partit Socialdemòcrata d'Andorra                      |
| Ministeri d'Educació i Joventut (2011-2015)              |                                                       |                                                       |                                                       |                                                       |                                                       |                                                       |
| VI                                                       |                                                       | Roser Suñé Pascuet                                    | 13 de maig de 2011                                    | 1r d'abril de 2015                                    |                                                       | Demòcrates per Andorra                                |
| Ministeri d'Educació i Ensenyament Superior (2015-)      |                                                       |                                                       |                                                       |                                                       |                                                       |                                                       |
| VII                                                      |                                                       | Eric Jover Comas                                      | 1r d'abril de 2015                                    | 22 de maig de 2019                                    |                                                       | Demòcrates per Andorra                                |
| VII                                                      |                                                       | Ester Vilarrubla Escales                              | 22 de maig de 2019                                    | en el càrrec                                          |                                                       | Demòcrates per Andorra                                |